# Сяннин
Сянни́н (кит. упр. 乡宁, пиньинь Xiāngníng) — уезд городского округа Линьфэнь провинции Шаньси (КНР).

## История
При империи Западная Хань здесь был создан уезд Цисянь (骐县), при династии Восточная Хань он был расформирован.
При империи Северная Вэй в 474 году был создан уезд Чаннин (昌宁县). При империи Поздняя Тан из-за практики табу на имена чтобы избежать употребления входившего в имя Ли Гочана иероглифа «чан» уезд был переименован в Сяннин.
В 1949 году был создан Специальный район Линьфэнь (临汾专区), и уезд вошёл в его состав. В 1954 году Специальный район Линьфэнь был объединён со Специальным районом Юньчэн (运城专区) в Специальный район Цзиньнань (晋南专区). В 1958 году к уезду Сяннин был присоединён уезд Цзисянь, но в 1961 году он был выделен вновь. В 1970 году Специальный район Цзиньнань был расформирован, а вместо него образованы Округ Линьфэнь (临汾地区) и Округ Юньчэн (运城地区); уезд вошёл в состав округа Линьфэнь.
В 2000 году постановлением Госсовета КНР округ Линьфэнь был преобразован в городской округ Линьфэнь.

## Административное деление
Уезд делится на 5 посёлков и 5 волостей.